# Aguaviva (kommunhuvudort)
Aguaviva är en kommunhuvudort i Spanien.   Den ligger i provinsen Provincia de Teruel och regionen Aragonien, i den östra delen av landet, 300 km öster om huvudstaden Madrid. Aguaviva ligger 540 meter över havet och antalet invånare är 668.
Terrängen runt Aguaviva är huvudsakligen lite kuperad. Aguaviva ligger nere i en dal.  Trakten runt Aguaviva är nära nog obefolkad, med mindre än två invånare per kvadratkilometer. Närmaste större samhälle är Calanda, 13,6 km norr om Aguaviva. 